# Pittura con spartito musicale
La pittura con spartito musicale è una tipologia rara di dipinto che rappresenta un'opera musicale sotto forma di spartito. È presente in tutte le epoche e in molte le scuole pittoriche. L'uso della notazione musicale, in pittura, è appropriato nei dipinti con musicisti e con strumenti musicali, diventa simbolico nella natura morta, nel trompe l'oeil e nella vanitas e si trasforma a volte in puro elemento grafico in opere moderne e contemporanee.

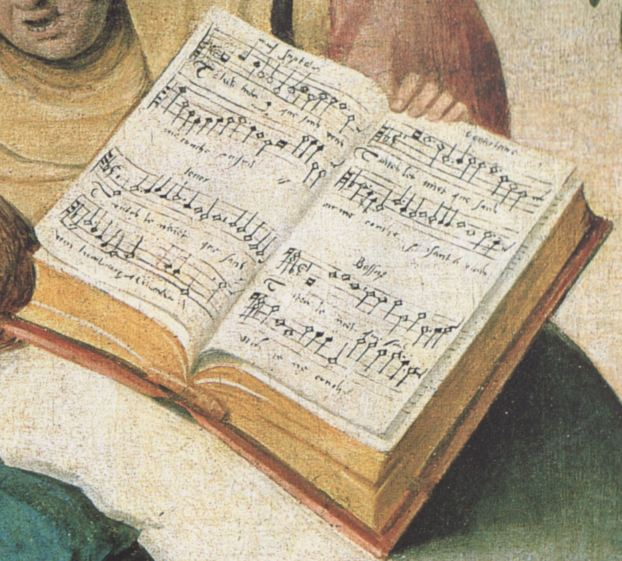
Seguace di Bosch, Concerto dentro un uovo, part.

## Storia
Gli esempi più antichi di connubio fra musica e pittura sono gli antifonari.
Il più noto dipinto con spartito musicale è probabilmente il Riposo durante la fuga in Egitto, di Caravaggio. È stato anche identificato il passo musicale, suonato dall'angelo. Il più curioso dipinto con spartito è forse il Concerto dentro un uovo, opera di un seguace di Hieronymus Bosch, realizzata forse su un'opera di Bosch perduta. In un ritratto, conservato al Museo Correr di Venezia, Claudio Monteverdi tiene in mano uno spartito con sue musiche. Innumerevoli sono gli esempi di ritratti di musicisti con spartiti. Un capitolo a parte sono gli autoritratti, dipinti da pittrici o da pittori che suonavano strumenti.

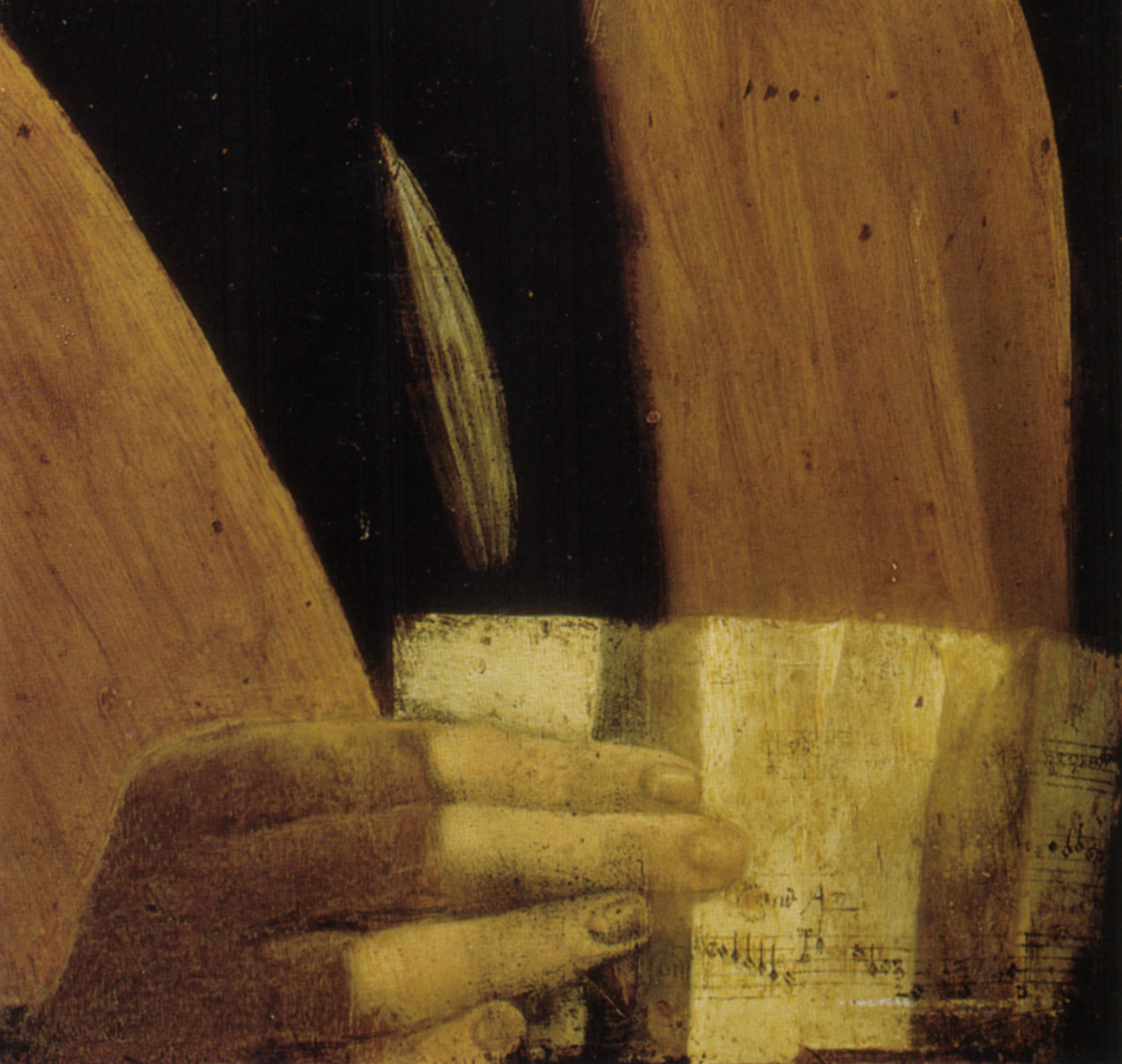
Leonardo da Vinci, Ritratto di musico part.

Righi musicali si trovano dipinti su pannelli degli sportelli di antichi organi e su antiche custodie lignee di strumenti musicali. Gli spartiti sono utilizzati anche come pura decorazione, a stucco o a pittura, sulle pareti di stanze per la musica; sono intarsiati o dipinti su mobili (in particolare in Inghilterra nel primo Ottocento), ideati per custodire spartiti e arredare sale adibite a concerti di musica da camera. Fogli con musica sono presenti nelle nature morte (soprattutto in epoca barocca), nella pittura di genere, nei dipinti di vanitas, in quelli a soggetto mitologico e religioso. Santa Cecilia, protettrice della musica, è spesso rappresentata mentre suona uno strumento e le è accanto un angelo che sorregge lo spartito aperto. Notazioni musicali compaiono in incisioni, del Settecento e dell'Ottocento, a volte con soggetti ridicoli e satirici, altre volte incise con riproduzioni di dipinti celebri o con ritratti di musici o di cantanti. L'uso dello spartito viene esteso alla pittura su ceramica e alle statuine di musicisti in porcellana.

## Galleria d'esempi di pitture con spartiti musicali

### Dipinti su tela o su tavola
| Autore e titolo | Descrizione                                                                                        | Immagine |
| --- | -------------------------------------------------------------------------------------------------- | -------- |
| Hieronymus Bosch, Giardino delle delizie                                                                                | olio su tavola, 1480-1505, part., Museo del Prado (Madrid)                                         |          |
| Piero di Cosimo, Ritratti di Giuliano e di Francesco Giamberti da Sangallo                                              | dittico, olio su tavola, 47,5x33,7 cm, 1482-1485, Rijksmuseum (Amsterdam)                          |          |
| Domenico Panetti (attr.), Madonna col Bambino e Santa Cecilia                                                           | olio su tavola, 1500-1510, Palais des Beaux-Arts de Lille                                          |          |
| Maestro delle mezze figure femminili Una lutista                                                                        | olio su tavola, 54x42 cm, 1500-1549 circa                                                          |          |
| Maestro delle mezze figure femminili Maria Maddalena al liuto                                                           | olio su tavola, 53x38 cm, 1520-1530, Galleria Sabauda                                              |          |
| Maestro delle mezze figure femminili La lutista                                                                         | olio su tavola, 37,5x26,8 cm, 1520-1540 circa, Hamburger Kunsthalle                                |          |
| Tiziano Vecellio, Ritratto di musico                                                                                    | olio su tela, 99x81 cm, 1515-1520, Galleria Spada (Roma)                                           |          |
| Pontormo, Ritratto di un musicista                                                                                      | olio su tavola, 88x67 cm, 1518-1519, Museo degli Uffizi (Firenze)                                  |          |
| Dosso Dossi, Canone allegorico                                                                                          | olio su tela, 1524-1534 circa, part., Museo Horne, (Firenze)                                       |          |
| Lorenzo Lotto Ritratto di musicista                                                                                     | olio su tela, 1529 (Collezione privata)                                                            |          |
| Jan Sanders van Hemessen (bottega) e Monogrammista di Brunswick, Maria Maddalena e sullo sfondo Cristo in casa di Marta | olio su tavola, 29x45 cm, 1540 circa, part. Gemäldegalerie (Berlino)                               |          |
| Paris Bordon, Ritratto di uomo con spartito                                                                             | olio su tela, 80,5x69 cm, 1550 circa, Galleria nazionale di Oslo                                   |          |
| Frans Floris, Il risveglio delle Arti                                                                                   | olio su tela, 161,9×238,7 cm, 1560 circa Museo de Arte de Ponce Ponce (Puerto Rico)                |          |
| Seguace di Hieronymus Bosch, Concerto dentro un uovo                                                                    | olio su tavola, 108,5x126,5 cm, 1561 circa, Palais des Beaux-Arts de Lille                         | [ 2 ]    |
| Artista cremonese, Ritratto di musicista                                                                                | olio su tela, 75x56 cm, 1570-1590, Ashmolean Museum (Oxford)                                       | [ 3 ]    |
| Annibale Carracci, Ritratto di musicista                                                                                | olio su tela, Museo nazionale di Capodimonte (Napoli)                                              |          |
| Caravaggio, Riposo durante la fuga in Egitto                                                                            | olio su tela, 130x160 cm, 1594-1596, Galleria Doria Pamphilj (Roma)                                | [ 4 ]    |
| Caravaggio, Suonatore di liuto                                                                                          | olio su tela, 1596 circa, 94x119 cm, Museo dell'Ermitage, (San Pietroburgo)                        | [ 5 ]    |
| Caravaggio, Amor vincit omnia                                                                                           | olio su tela, 1602 circa, 156x113 cm, Gemäldegalerie (Berlino)                                     |          |
| Carlo Saraceni, Santa Cecilia con angelo                                                                                | olio su tela, 172x139 cm, 1610 circa, Gallerie nazionali d'arte antica (Roma)                      |          |
| Lionello Spada, Musicisti che preparano un concerto                                                                     | olio su tela, 1610-1615, Galleria Borghese (Roma)                                                  |          |
| Matteo Rosselli, Santa Cecilia                                                                                          | olio su tela, 1615-1620, Museo dell'Opera del Duomo (Prato)                                        |          |
| Johannes van der Beeck (Johannes Torrentius), Natura morta con briglia e morso                                          | olio su tavola, 52×50,5 cm, 1614, Rijksmuseum (Amsterdam)                                          | [ 6 ]    |
| Domenichino, Santa Cecilia che suona il violoncello                                                                     | olio su tela, 160x120 cm, 1617 circa, Museo del Louvre (Parigi)                                    |          |
| Jan Brueghel il Vecchio, Senso dell'udito                                                                               | olio su tavola, 64x109,5 cm, 1617-1618, Museo del Prado (Madrid)                                   | [ 7 ]    |
| Orazio Gentileschi, Santa Cecilia con Angelo                                                                            | olio su tela, 86,3×106,6 cm, 1618-1621, National Gallery of Art (Washington)                       |          |
| Jacques Linard, I cinque sensi e i quattro elementi                                                                     | olio su tela, 105x153 cm, 1627, Museo del Louvre (Parigi)                                          | [ 8 ]    |
| Nicolas Poussin, Santa Cecilia                                                                                          | olio su tela, 117.7x89 cm, circa nel 1635, Museo del Parado (Madrid)                               |          |
| Pieter Steenwijck, Natura morta                                                                                         | olio su tela, 71x65 cm, prima metà secolo XVII, Museo dell'Ermitage (San Pietroburgo)              |          |
| Charles Emmanuel Biset, Ritratto di musicista                                                                           | olio su tela, 48,5x40 cm, 1648-1693, Museo dell'Ermitage, (San Pietroburgo)                        |          |
| Carstian Luyckx, Natura morta o Musica per occhi                                                                        | olio su tela, 1650 circa, Columbus Museum of Art Columbus (Ohio)                                   | [ 9 ]    |
| Antonio de Pereda, Sogno del nobiluomo                                                                                  | olio su tela, 152x217 cm, 1650 circa, Real Academia de Bellas Artes de San Fernando (Madrid)       |          |
| Evaristo Baschenis, Natura morta con strumenti musicali libri e scultura                                                | olio su tela, 94x124 cm, 1650 circa, Museo Boijmans Van Beuningen (Rotterdam)                      |          |
| Eustache Le Sueur, Le muse Melpomene, Erato e Polimnia                                                                  | olio su tavola, 130x130 cm, 1652-1655, Museo del Louvre (Parigi)                                   |          |
| Jan Steen, Giovane donna al clavicembalo                                                                                | olio su tela, 1659, National Gallery (Londra)                                                      | [ 10 ]   |
| Anton Domenico Gabbiani, I musicisti del principe Ferdinando de' Medici                                                 | olio su tela, 140x233 cm, 1685 circa, Galleria Palatina (Museo degli strumenti musicali) (Firenze) |          |
| Anton Domenico Gabbiani, Ritratto di tre musicisti alla Corte de' Medici                                                | olio su tela, 1687 circa, Galleria dell'Accademia (Venezia)                                        |          |
| François Puget, Ritratti di musicisti e di artisti                                                                      | olio su tela, 147x212 cm. 1688 Museo del Louvre, (Parigi)                                          | [ 11 ]   |
| Jan Kupecký, Ritratto di un flautista                                                                                   | olio su tela, 78x63 cm, 1710 circa, Germanisches Nationalmuseum (Norimberga)                       |          |
| Anonimo pittore italiano, Santa Cecilia                                                                                 | olio su tela. 80,5×66,5 cm, prima metà XVII secolo, Łazienki Palace (Varsavia)                     |          |
| Anonimo pittore italiano, Musicista italiano                                                                            | olio su tela, 106,7×97,8 cm, XVIII sec., Brooklyn Museum (New York)                                |          |
| Anonimo pittore tedesco, Aria Allegretto                                                                                | olio su tela, 114,5x167 cm, XVIII sec., Collezione privata                                         |          |
| Maximilian Pfeiler, Natura morta con violinista, mandola, spartito musicale e frutta                                    | olio su tela, 165x216 cm, 1700-1725 circa Bavarian State Painting Collections (Monaco di Baviera)  |          |
| Giuseppe Maria Crespi, Scaffale con spartiti musicali                                                                   | olio su tela, 165,5×153,5 cm, 1725-1730, Museo internazionale e biblioteca della musica (Bologna)  |          |
| Pietro Longhi, Concertino                                                                                               | olio su tela, XVIII sec., part. Gallerie dell'Accademia (Venezia)                                  |          |
| Sebastiano Ceccarini, Allegoria dei cinque sensi                                                                        | olio su tela, 174x123 cm, 1748, Collezione privata (Pesaro)                                        | [ 12 ]   |
| Anne Vallayer-Coster, Attributi della musica                                                                            | olio su tela, 88x116 cm, 1770, Museo del Louvre (Parigi)                                           |          |
| Anne Vallayer-Coster, Ritratto di una donna violinista                                                                  | olio su tela, 116x96 cm, 1773, Museo nazionale di Stoccolma                                        | [ 13 ]   |
| Louis Rolland Trinquesse, Music Party                                                                                   | olio su tela, 194×133 cm, 1774, Alte Pinakothek (Monaco di Baviera)                                |          |
| Philip Reinagle, Ritratto di uno straordinario cane musicista                                                           | olio su tela, 1805, Museo di belle arti della Virginia (Richmond)                                  |          |
| Henri-Nicolas Van Gorp, Nina che canta una romanza                                                                      | olio su tela, 41x33 cm, XIX secolo, Musée des Augustins (Tolosa)                                   |          |
| Merry-Joseph Blondel, Al pianoforte                                                                                     | olio su tela, 1851                                                                                 |          |
| James Sant, Il duetto                                                                                                   | olio su tela, 76,8 × 64,1 cm, XIX secolo, Tate Britain (Londra)                                    | [ 14 ]   |
| William Michael Harnett, Natura morta con violino e musica                                                              | olio su tela, 101,6x76,2 cm, 1888, Metropolitan Museum of Art (New York)                           | [ 15 ]   |
| Giovanni Boldini, Signora pianista                                                                                      | olio su tela, 30×39 cm, Collezione privata                                                         | \|       |
| Adolf Wölfli, Senza titolo                                                                                              | entro il 1930, Collezione privata                                                                  | [ 16 ]   |

### Autoritratti
| Autore e titolo                                                          | Descrizione                                                             | Immagine |
| ------------------------------------------------------------------------ | ----------------------------------------------------------------------- | -------- |
| Lavinia Fontana, Autoritratto alla spinetta                              | olio su tela, 27×24 cm, 1577, Accademia nazionale di San Luca (Roma)    |          |
| Marietta Robusti, detta la Tintoretta, Autoritratto con foglio di musica | olio su tela, 93,5x91,5 cm, 1580 circa, Galleria degli Uffizi (Firenze) | [ 17 ]   |
| Rose-Adélaïde Ducreux, Autoritratto con l'arpa                           | olio su tela, 193x128,9 cm, 1791, Metropolitan Museum of Art (New York) | [ 18 ]   |

### Ritratti di compositori, musicisti, cantanti
| Autore e titolo                                                                 | Descrizione                                                                                    | Immagine |
| ------------------------------------------------------------------------------- | ---------------------------------------------------------------------------------------------- | -------- |
| Leonardo da Vinci, Ritratto di musico                                           | olio su tavola, 1490 circa, Pinacoteca Ambrosiana (Milano)                                     | [ 19 ]   |
| Antoon van Dyck, Il musicista Enrico Kiberti                                    | olio su tela, 107x97 cm, 1627-1632, Museo del Prado (Madrid)                                   |          |
| David Teniers il Giovane, Ritratto della moglie Anna Brueghel                   | olio su tavola, 32x42 cm, 1630-1660, Galleria Sabauda (Torino)                                 | [ 20 ]   |
| Rembrandt?, Ritratto di uomo                                                    | olio su tavola, 64x45,5 cm, 1633 circa, Corcoran Gallery of Art (Washington)                   | [ 21 ]   |
| Pittore anonimo, Ritratto di Francesco Saverio Geminiani                        | olio su tela, primo decennio XVIII secolo, (Collezione privsta)                                |          |
| Jan Kupecký, Ritratto del musicista di Corte Josef Lemberger                    | olio su tela, anni trenta del XVIII secolo, Germanisches Nationalmuseum (Norimberga)           |          |
| Pittore anonimo, Ritratto di François Couperin                                  | olio su tela, prima metà XVIII secolo, Reggia di Versailles                                    |          |
| Pittore anonimo, Ritratto di Gaetano Pugnani                                    | olio su tela, 120x88 cm, 1754 circa, Royal College of Music Museum of Instruments              |          |
| Johann Zoffany, Ritratto di Michael Arne                                        | olio su tela, 1765 circa, 75x63 cm, Foundling Museum, (Londra)                                 | [ 22 ]   |
| Thomas Gainsborough, Ritratto di Giusto Ferdinando Tenducci                     | olio su tela, 76,6x64 cm, 1773 circa, Barber Institute of Fine Arts (Birmingham)               | [ 23 ]   |
| Angelika Kauffmann, Ritratto di Sarah Harrop (Mrs. Bates) come Musa             | olio su tela, 142x121 cm, 1780-1781, Princeton University Art Museum (New Jersey)              | [ 24 ]   |
| Pietro Melchiorre Ferrari?, Ritratto di Lucrezia Agujari                        | olio su tela, XVIII secolo, (Collezione privata)                                               |          |
| Anonimo pittore, Ritratto di musicista Antonio Vivaldi?                         | olio su tela, 91x74 cm, XVIII secolo, Museo internazionale e biblioteca della musica (Bologna) |          |
| Anonimo pittore, Ritratto di Alessandro Scarlatti                               | olio su tela, 59x47 cm, XVIII secolo, Museo internazionale e biblioteca della musica (Bologna) | [ 25 ]   |
| J. Hopkins, Ritratto di Brigida Giorgi Banti                                    | olio su tela, 1797 (Collezione privata)                                                        |          |
| Friedrich Georg Weitsch, Ritratto di Giacomo Meyerbeer all'età di 11 anni       | olio su tela, 1802, Berlin Music Instrument Museum of the State Institute for Musical Research |          |
| Élisabeth Vigée Le Brun, Ritratto di Angelica Catalani                          | olio su tela, 122x91,5 cm, 1806 Kimbell Art Museum (Fort Worth-Texas)                          | [ 26 ]   |
| Johann August Nahl il Giovane, Ritratto del compositore Louis Spohr a Kassel    | olio su tela, 64x64 cm, 1824                                                                   |          |
| Giuseppe Rillosi (1811-1880), Gaetano Donizetti negli ultimi giorni di sua vita | olio su tela, 1848, Museo teatrale alla Scala, (Milano)                                        |          |
| Francesco Hayez, Ritratto di Gioachino Rossini                                  | olio su tela, 109x87, 1870, Pinacoteca di Brera, (Milano)                                      |          |
| Henri Fantin-Latour, Emmanuel Chabrier al piano                                 | olio su tela, 160x222 cm, 1885, Museo d'Orsay (Parigi)                                         | [ 27 ]   |

### Dipinti con personaggi storici, immaginari, letterari
| Autore e titolo                               | Descrizione                              | Immagine |
| --------------------------------------------- | ---------------------------------------- | -------- |
| Vittore Carpaccio, Sant'Agostino nello studio | tempera su tela, 141x210 cm, 1502, part. | [ 28 ]   |

### Dipinti su maiolica
| Autore e titolo | Descrizione                                                       | Immagine |
| --- | ----------------------------------------------------------------- | -------- |
| Maiolica di Urbino?, Piatto tondo con spartito musicale e stemma Gonzaga                                           | diametro 24,5 cm, 1525 circa, Victoria and Albert Museum (Londra) |          |
| Mastro Giorgio Andreoli, maiolica di Gubbio, Fruttiera con monaco che suona l'organo, spartito e giovane che canta | 1520 circa, Victoria and Albert Museum, (Londra)                  |          |

### Dipinti su custodie di strumenti musicali
| Autore e titolo                                  | Descrizione                                                 | Immagine |
| ------------------------------------------------ | ----------------------------------------------------------- | -------- |
| Pittore anonimo tedesco, Custodia di violoncello | 1720, Musikinstrumentenmuseum (Berlino)                     |          |
| Gottfried Richter, Organo barocco                | 1670–1671, chiesa romanica fortificata di Pomßen (Sassonia) | [ 30 ]   |